# Leopold-August Dietrich
Leopold-August Augustowitsch Dietrich (russisch Леопольд-Август Августович Дитрих; * 8. Dezemberjul. / 20. Dezember 1877greg. in Warschau; † 20. Oktober 1954 in Leningrad) war ein russisch-sowjetischer Bildhauer und Hochschullehrer.

## Leben
Dietrich, Sohn des Malers August Dietrich, erhielt eine pädagogische Ausbildung in Warschau und Feodossija. Am Anfang der 1900er Jahre lebte die Familie in Jekaterinodar. 1902 erhielt Dietrich auf der Landwirtschafts- und Industrieausstellung Jekaterinodar eine Kleine Silbermedaille und wurde als Stipendiat der Stadtverwaltung Jekaterinodar nach St. Petersburg zum Studium an der Zeichenschule der Kaiserlichen Gesellschaft zur Förderung der Künste geschickt. 1905–1912 studierte er in St. Petersburg als Gasthörer an der Kaiserlichen Akademie der Künste in der Bildhauerei-Abteilung in der Klasse Hugo Salemanns und im Atelier Wladimir Beklemischews. Das Studium schloss er mit der Skulptur der Salome mit dem Haupt Johannes des Täufers (jetzt im Wyborger Bezirksmuseum) 1912 als Freier Künstler ab.
An der Akademie hatte Dietrich den Bildhauer Wassili Koslow (1887–1940) kennengelernt, mit dem er in St. Petersburg lebte und arbeitete. Sie fertigten Masken und Reliefs für Hausfassaden insbesondere des Architekten Marian Peretjatkowitsch an und auch größere Werke. 1910–1911 schufen sie den 240-m-langen Fries zur Aufklärung der Kiewer Rus mit 200 lebensgroßen Figuren am Kiewer Pädagogischen Museum. 1913–1915 schmückten sie im Auftrag der Kaukasischen Mineralwässer-Verwaltung Heilstätten in Pjatigorsk und Jessentuki ornamental aus. In Pjatigorsk gestalteten sie die Umzäunung des Obelisken am Ort des Duells Michail Lermontows.
Nach der Oktoberrevolution schufen Dietrich und Koslow Skulpturen bekannter Revolutionäre und beteiligten sich an der Restaurierung von Baudenkmälern in Petrograd. Dietrich schuf ein Denkmal für Grigori Ordschonikidse in Ordschonikidse/Pokrow (1949) und für Mir ʿAli Schir Nawāʾi in Taschkent.
Dietrich überlebte im Deutsch-Sowjetischen Krieg die Leningrader Blockade. 1944–1946 lehrte er als Professor an der Leningrader Muchina-Kunst-Gewerbe-Hochschule, die 1876 von Baron Alexander von Stieglitz als Zentral-Schule für Technisches Zeichnen gegründet worden war.
Dietrich und Koslow hatten zwei Schwestern geheiratet. Dietrichs Ehe blieb kinderlos. Als Koslow seine erste Frau mit ihrer Tochter verlassen hatte, unterstützte Dietrich die nun mittellose zurückgelassene Familie.
Dietrich starb am 20. Oktober 1954 in Leningrad und wurde nach seinem Wunsch auf dem Wolkowo-Friedhof an den Literatenbrücken neben seinem Partner Koslow begraben.

## Werke (Auswahl)

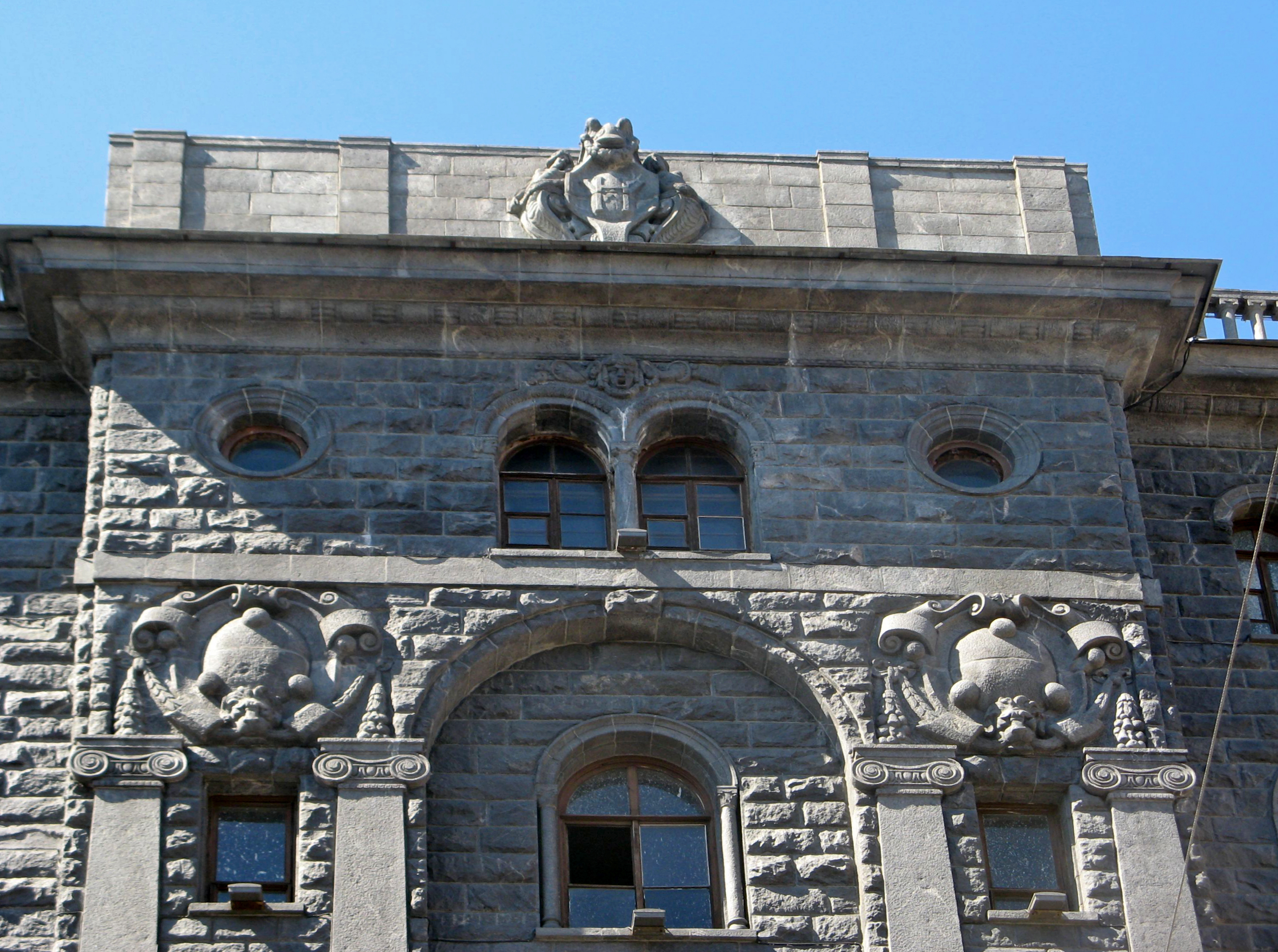
Wawelberg-Bank-Fassade (1911–1912 mit Koslow, Architekt M. M. Peretjatkowitsch), Newski-Prospekt 7–9, St. Petersburg
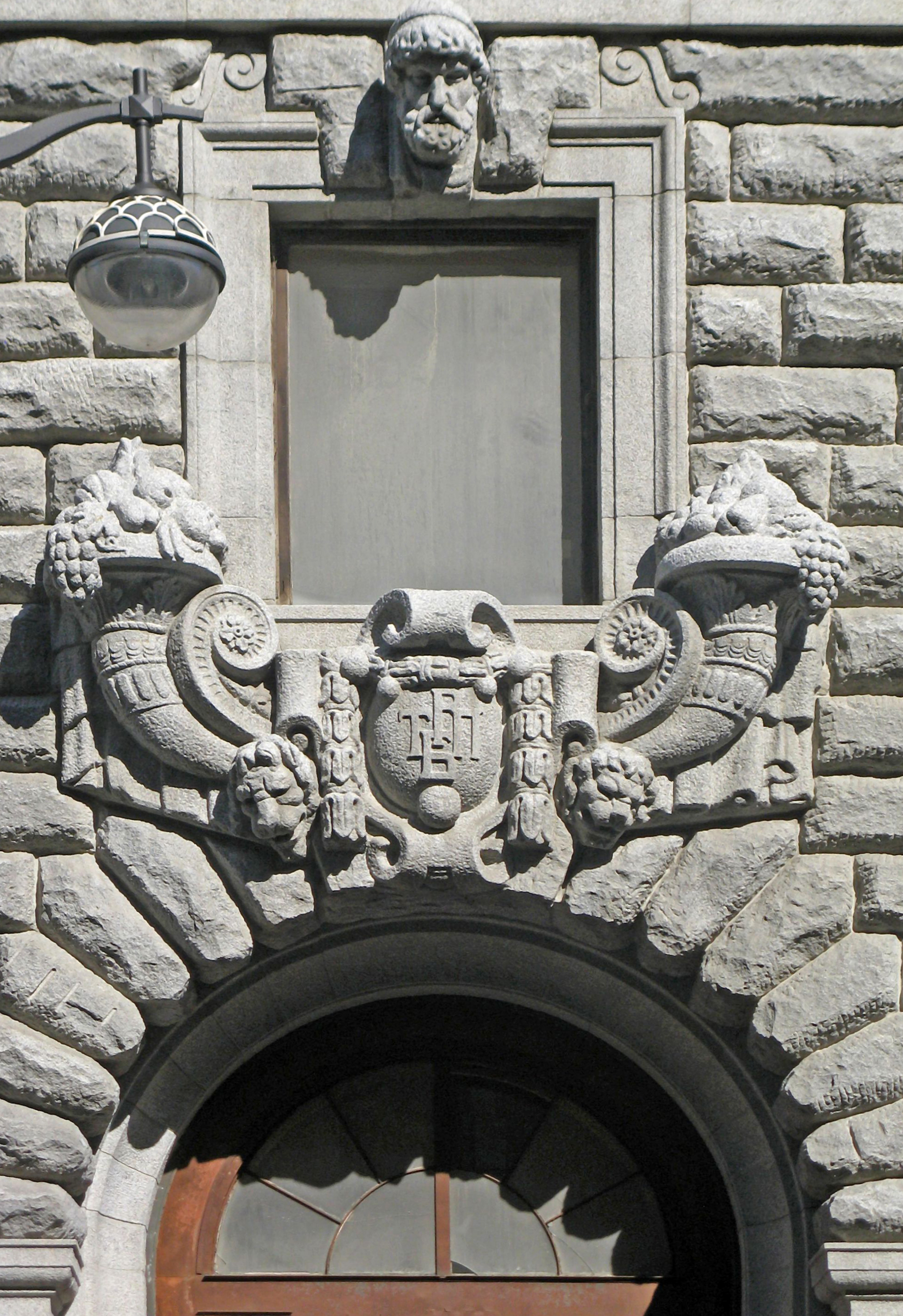
Gebäude der Russischen Handels- und Industriebank (1912–1914 mit Koslow, M. M. Peretjatkowitsch), Bolschaja Morskaja Uliza 15, St. Petersburg
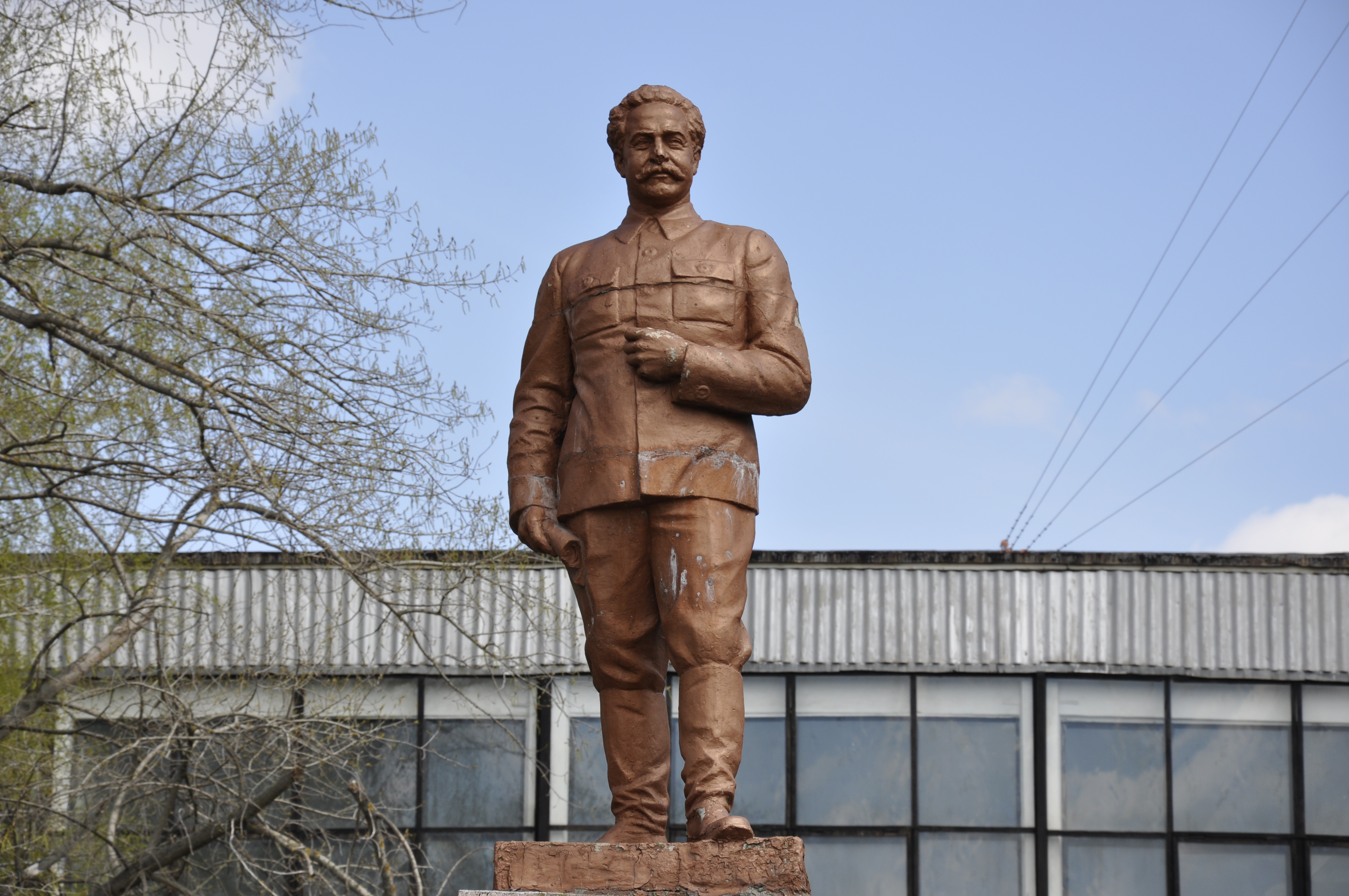
Ordschonikidse-Denkmal (1949), Pokrow
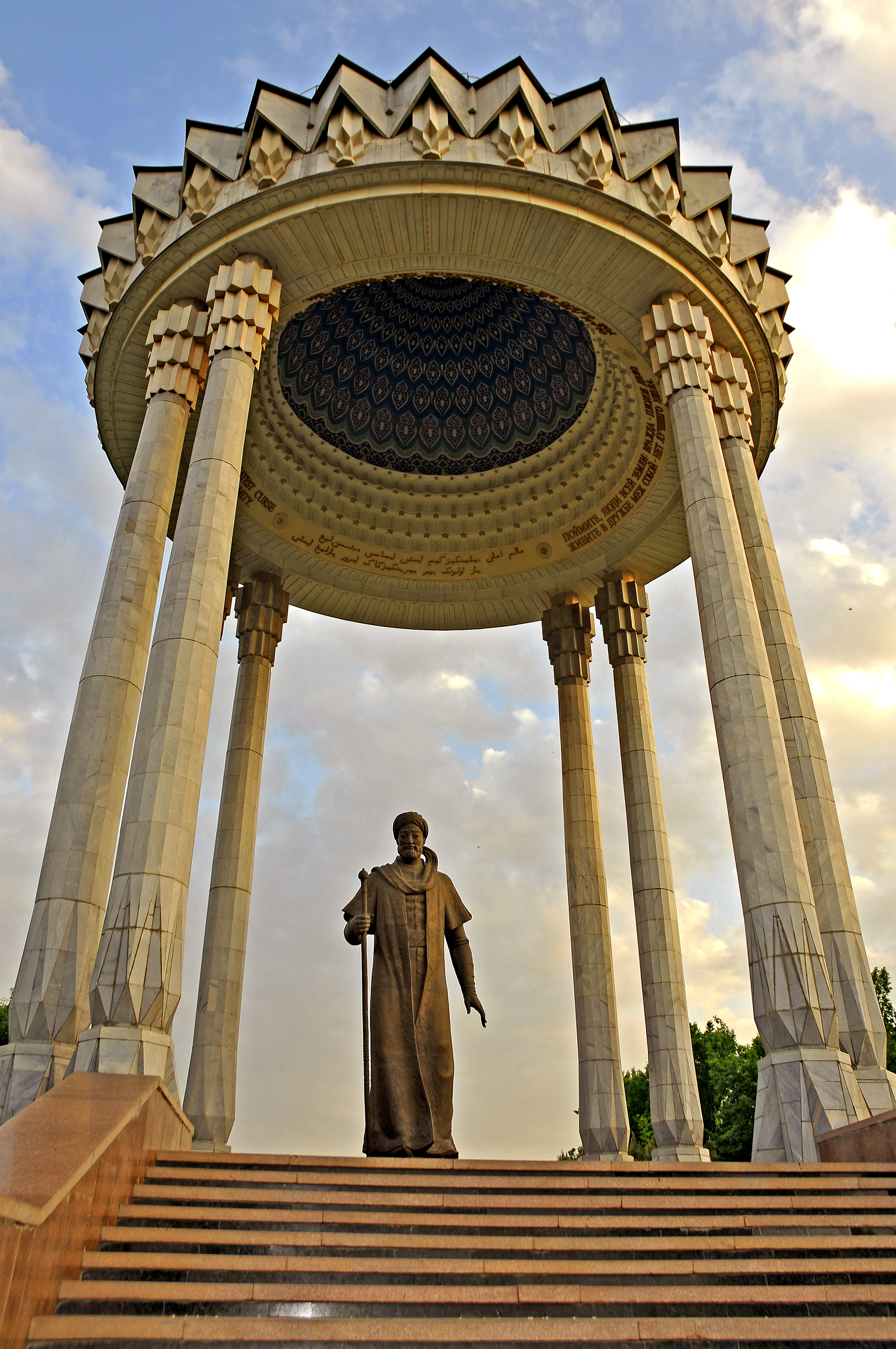
Nawai-Denkmal, Nawai-Park, Taschkent